# Profumo (singolo)
Profumo è un singolo della cantautrice italiana Myss Keta, pubblicato il 26 maggio 2023.

## Descrizione
Il singolo è caratterizzato da un campionamento del brano di Little Tony Love Boat (Profumo di mare) del 1981, sigla musicale dell'omonima serie televisiva.

## Video musicale
Il videoclip, diretto da Asia J. Lanni e Nicola Bussei, è stato reso disponibile il 2 giugno 2023 sul canale YouTube della cantautrice.

## Tracce
Testi e musiche di Myss Keta, Walter Ferrari, Vito Tommaso, Dario Pigato e Stefano Riva.
1. Profumo – 2:21